# Ferenc Molnár (calciatore 1891)
Ferenc Molnár (Érd, 8 aprile 1891 – ...) è stato un calciatore e allenatore di calcio ungherese.

## Carriera
Dopo numerose esperienze in Italia come giocatore-allenatore, nel 1926 fu ingaggiato come tecnico dalla Biellese grazie al calciatore Zeffirino Paulinich, sino al 1º febbraio 1927, data in cui fu sostituito da Josef Liebhardt. Nella stagione 1927-1928 subentrò alla guida del Napoli, reduce dal primo campionato della storia del club; viene considerato il terzo allenatore dei partenopei, avendo fatto parte all'epoca della commissione tecnica che guidò la squadra. Nel 1932 fu alla guida dell'Alessandria per l'intera stagione, tranne un periodo di assenza per motivi familiari, quindi dal 26 aprile 1942, ovvero un anno dopo il suo secondo periodo sulla panchina della Lazio, subentrò a Ivo Fiorentini alla guida dell'Ambrosiana-Inter.

## Palmarès

### Giocatore
- Campionato di calcio ungherese: 6

MTK Budapest: 1907-1908, 1913-1914, 1916-1917, 1917-1918, 1918-1919, 1919-1920